# Кобилиха (річка)
Кобилиха — річка в Україні, у Чуднівському районі Житомирської області. Права притока Тетерева (басейн Дніпра).

## Опис
Довжина річки 14 км, похил річки — 2,7 м/км. Площа басейну 76,4 км2.

## Розташування
Бере початок на південному заході від Степка. Тече переважно на північний захід через Поштове, Краснопіль і у Лихосільці впадає у річку Тетерів, праву притоку Дніпра.
Річку перетинає автомобільна дорога Н02.